# Alexander Zemlinsky
Alexander (von) Zemlinsky (Wenen, 14 oktober 1871 - Larchmont, New York, 15 maart 1942) was een Oostenrijks-Amerikaans dirigent en componist.

## Leven
De vader van Alexander, Adolf von Zemlinsky (1845-1900), heeft zijn katholicisme afgezworen en het jodendom aangenomen om te kunnen trouwen met zijn joodse verloofde Clara Semo (1848-1912), Alexanders toekomstige moeder. De familienaam was van oorsprong Semlinsky, maar is omgezet naar Zemlinsky.
Al op zijn vierde jaar krijgt Alexander zijn eerste pianolessen. Hij speelt al snel op het orgel in de synagoge. In 1884 wordt hij toegelaten op de voorbereidende school voor het Weens conservatorium. Tussen 1887 en 1890 maakt hij zijn eerste - korte - composities. In 1890 wint Zemlinsky de jaarlijkse pianowedstrijd van het conservatorium. Vervolgens studeert hij tot 1892 compositie bij Johann Nepomuk Fuchs en Franz Krenn.
In 1895 vormt Zemlinsky zijn eerste orkest, het amateurorkest Polyhymnia. Hij leidt het bij de eerste optredens. Bij het orkest maakt hij ook kennis met Arnold Schönberg, die hij cellolessen geeft en met wie hij voor de rest van zijn leven bevriend blijft.
In 1899 wordt Zemlinksy benoemd bij het Carltheater, waar hij tot 1904 blijft. Daarna is hij van 1904 tot 1906 dirigent en van 1906 - 1911 chef-dirigent bij de Volksoper. Tegelijk dirigeert hij in 1907 en 1908 ook bij de Hofoper.
In 1899 laat hij zich uitschrijven bij de Joodse gemeenschap in Wenen, later zal hij zich tot het protestantisme bekeren.
In 1907 trouwt Alexander met Ida Guttmann (1880-1929), de jongere zus van zijn eerdere verloofde Melanie. Op 8 mei 1908 wordt dochter Ida geboren. Het huwelijk is niet gelukkig; Alexander zou meerdere relaties hebben buiten zijn huwelijk.
Ontevreden over de mogelijkheden die hem in Wenen geboden worden om zijn muziek en muzikale talenten ten gehore te brengen besluit Zemlinsky te vertrekken. In 1911 wordt hij operadirigent bij het Neues Deutsches Theater in Praag. In 1920 wordt hij daar tevens compositieleraar aan de Deutsche Akademie für Musik.
In 1914 is de veertienjarige Luise Sachsel (1900-1992) zangstudente bij hem. Zij is kunstenares en schildert een portret van hem. Later, in haar twintiger jaren, worden de twee op elkaar verliefd. Vanwege Ida's slechte gezondheid verlaat Alexander haar niet, maar de relatie met Luise blijft tot aan het eind van zijn leven. De andere buitenechtelijke relaties drogen op.
De volgende stap van Zemlinsky is zijn vertrek naar Berlijn. Hij wordt van 1927 tot 1930 dirigent bij de Kroll-Oper. Op 30 januari 1929 overlijdt Ida. Een jaar later, op 4 januari, trouwen Alexander en Luise.
Van 1930 tot 1933 is Zemlinsky gastdirigent bij de Berlijnse Staatsopera. In 1933 moet hij door de opkomst van het nationaalsocialisme Berlijn ontvluchten. Hij gaat eerst terug naar het relatief veilige Wenen, maar na de Anschluss in 1938 vlucht hij door naar Praag. Na een jaar lang proberen om een visum te krijgen vertrekt hij via Rotterdam naar de Verenigde Staten.
In de Verenigde Staten zijn de Zemlinsky's onbekende, berooide vluchtelingen. Hij krijgt allerlei gezondheidsklachten. Eerst wordt de familie nog bijgestaan door een broer van Luise in Canada, maar na diens overlijden staat Luise er alleen voor. Kort na het betrekken van een nieuw huis in 1942 overlijdt Alexander aan longontsteking.

## Werken
Zemlinsky, leraar en zwager van Arnold Schönberg, had als dirigent grote bewondering voor Brahms en Mahler. De muziek die hij schreef was overwegend laat-romantisch.
Het oeuvre van Zemlinsky omvat een aantal zeer diverse werken:

### Opera
- Sarema (1897)
- Es war einmal (1900)
- Der Traumgörge (1904-1906)
- Kleider machen Leute (1910)
- Eine florentinische Tragödie (1917)
- Der Zwerg (1922)
- Der Kreidekreis (1933)
- Der König Kandaules (1936)

### Orkestwerken
- Symfonie no. 1 in e mineur (1891)
- Symfonie no. 2 in d mineur (1892-1893)
- Symfonie no. 3 in B (1896 - 1903) bijgenaamd "Die lyrische", zeven gezangen voor sopraan- en bariton met orkest naar gedichten van Rabindranath Tagore, op. 18
- Die Seejungfrau (1905), naar het sprookje van Hans Christian Andersen. Dit is naar de vorm een symfonie, maar heeft niet de naam symfonie gekregen.
- Sinfonietta (1934)

### Balletmuziek
- Das gläserne Herz (1903)
- Der Triumph der Zeit (1901)

### Koorwerken
- Frühlingsbegräbnis (1896)
- Psalm 83 (1900)
- Psalm 23 (1910)
- Psalm 13 (1935)

### Kamermuziek
- Pianosonate no. 1 in G groot (1887)
- Pianokwartet in D groot (1893)
- Strijkkwartet in e klein (1893)
- Strijkkwartet in A groot (1914)
- Strijkkwartet no. 3 (1924)
- Strijkkwartet no. 4 (1934)
- Strijkkwintet in D groot (1895)
- Suite in A groot voor piano en viool (1895)
- Pianotrio in D groot (1895)
- Klarinettrio in d klein (1896)
- Trio voor klarinet of altviool, cello en piano

### Liederen
- Gesänge (1913)
- Lyrische Symfonie (1924)
- Symfonische Lieder (1929)